# Isabel Piñeiro Miarnau
Isabel Piñeiro Miarnau (segle XX - Lleida, segle XX) fou una dirigent falangista catalana.
Filla de militar, probablement va arribar a Lleida amb l'ocupació franquista procedent de Galícia. Pertanyia a una família i a un entorn inequívocament falangistes: era germana de Juan Piñeiro Miarnau, abrandat falangista que marxà el 1941 a lluitar al front soviètic com a integrant de l'anomenada División Azul, policia de professió i popular i polèmic periodista del diari local La Mañana durant molts anys. Isabel fou nomenada cap provincial de la Falange femenina des dels inicis de la seua implantació a Lleida el 1938, fins a l'any 1978. Durant els primers anys del franquisme protagonitzà nombrosos enfrontaments amb les militants procedents de les files carlines, fins que acabà expulsant-les. Sense desmarcar-se de la dependència orgànica i l'obediència als membres masculins del Movimiento, es posà fidelment al servei de l'Estat franquista durant tots els anys que estigué al capdavant de la Falange femenina provincial. El 1943 Pilar Primo de Rivera li atorgà la màxima condecoració de la Secció Femenina de la Falange: la "Y" roja individual por sus servicios prestados en el frente. La seua llarga i intensa trajectòria al servei del règim franquista li atorgà una identificació plena entre la Falange femenina i la seua persona, alhora que n'esdevingué un dels pilars més emblemàtics en l'àmbit local.